# Associação Naval 1º de Maio
Associação Naval 1º de Maio är ett portugisiskt fotbollslag från Figueira da Foz. Laget grundades 1893 och spelar sina hemmamatcher på Estádio Municipal José Bento Pessoa. Laget gick upp i högsta divisionen första gången säsongen 2004/2005. 